# Ribes griffithii
Ribes griffithii är en ripsväxtart som beskrevs av Joseph Dalton Hooker och Thomson. Ribes griffithii ingår i släktet ripsar, och familjen ripsväxter. Utöver nominatformen finns också underarten R. g. gongshanense.